# ماراته‌آ
ماراته‌آ (به ایتالیایی: Maratea) یک کومونه در ایتالیا است که در استان پوتنزا واقع شده‌است. ماراته‌آ ۶۷ کیلومتر مربع مساحت و ۵٬۲۰۵ نفر جمعیت دارد و ۳۰۰ متر بالاتر از سطح دریا واقع شده‌است.

## خواهرخوانده
شهرهای بولتسانو، سنتو، فرارا، کاروزینو و آوترانا خواهرخوانده‌های ماراته‌آ هستند.